# Laddram

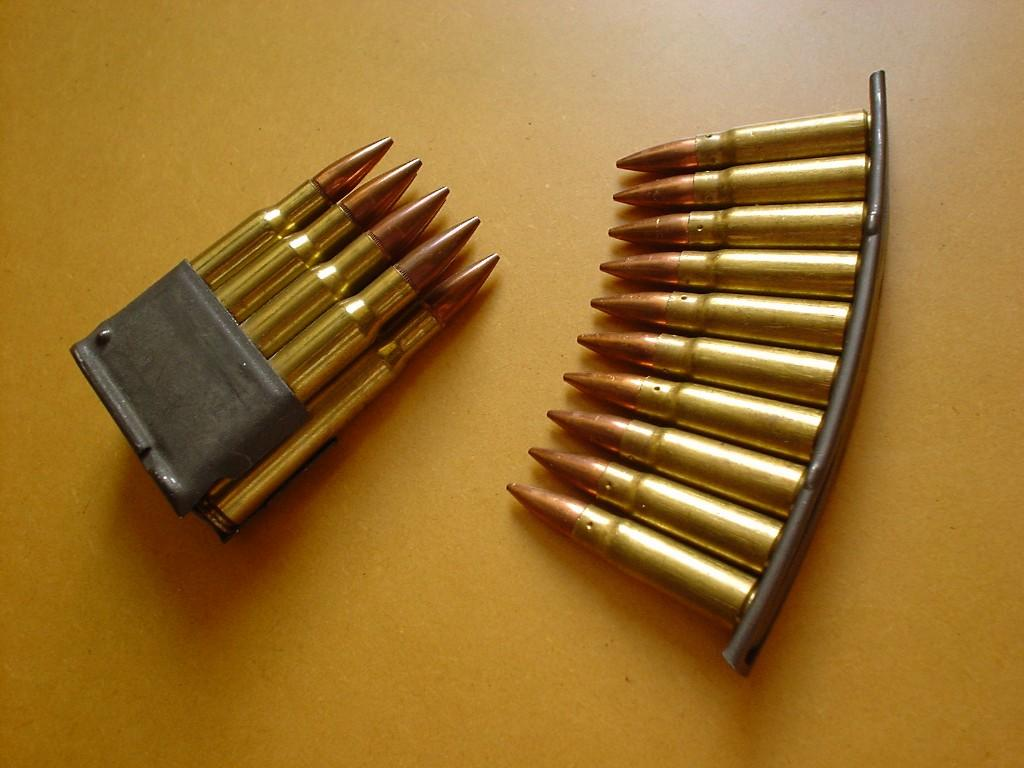
Två olika typer av laddramar.

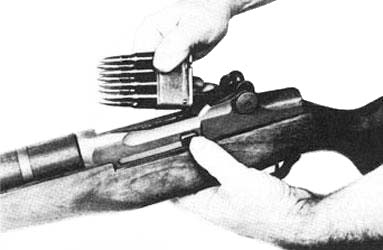
Laddning med laddram i ett M1 Garand.

Laddram är ett hjälpmedel att ladda patroner in i ett vapenmagasin, så kallad paketladdning. De består av en avlång metallram som fixerar ett mindre antal patroner på rad genom att greppa tag i deras bottenfläns. Dessa används sedan för att trycka in flera patroner åt gången in i ett vapenmagasin, vilket är lättare och snabbare än att trycka in ett skott åt gången.
Laddramar användes ursprungligen för omladdning av vapen i strid men har idag blivit ersatta i strid av löstagbara vapenmagasin. De används dock fortfarande i samma syfte för att ladda löstagbara magasin utanför strid, samt inom civilt skytte.

## Historisk användning
Laddramar har använts sedan repetergevär blev vanliga under slutet av 1800-talet. Repetergevären under denna tid använde fasta interna magasin som laddades från toppen med lösa patroner. För att tillåta snabb laddning av magasinet introducerades då laddramar som då tillåter användaren att trycka ner flera patroner åt gången. I Sverige användes till exempel laddram i repetergeväret 6,5 mm gevär m/96.
Under andra världskriget blev det även vanligt med laddramar till mellankalibriga automatkanoner som till exempel den kända 40 mm Bofors L/60.

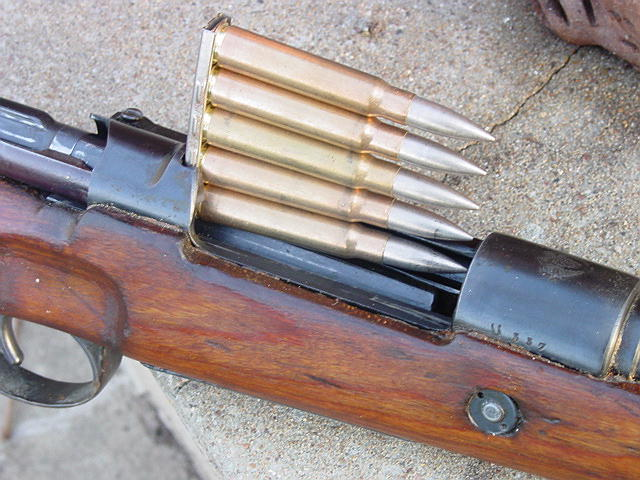
Karabiner 98k repetergevär med isatt laddram
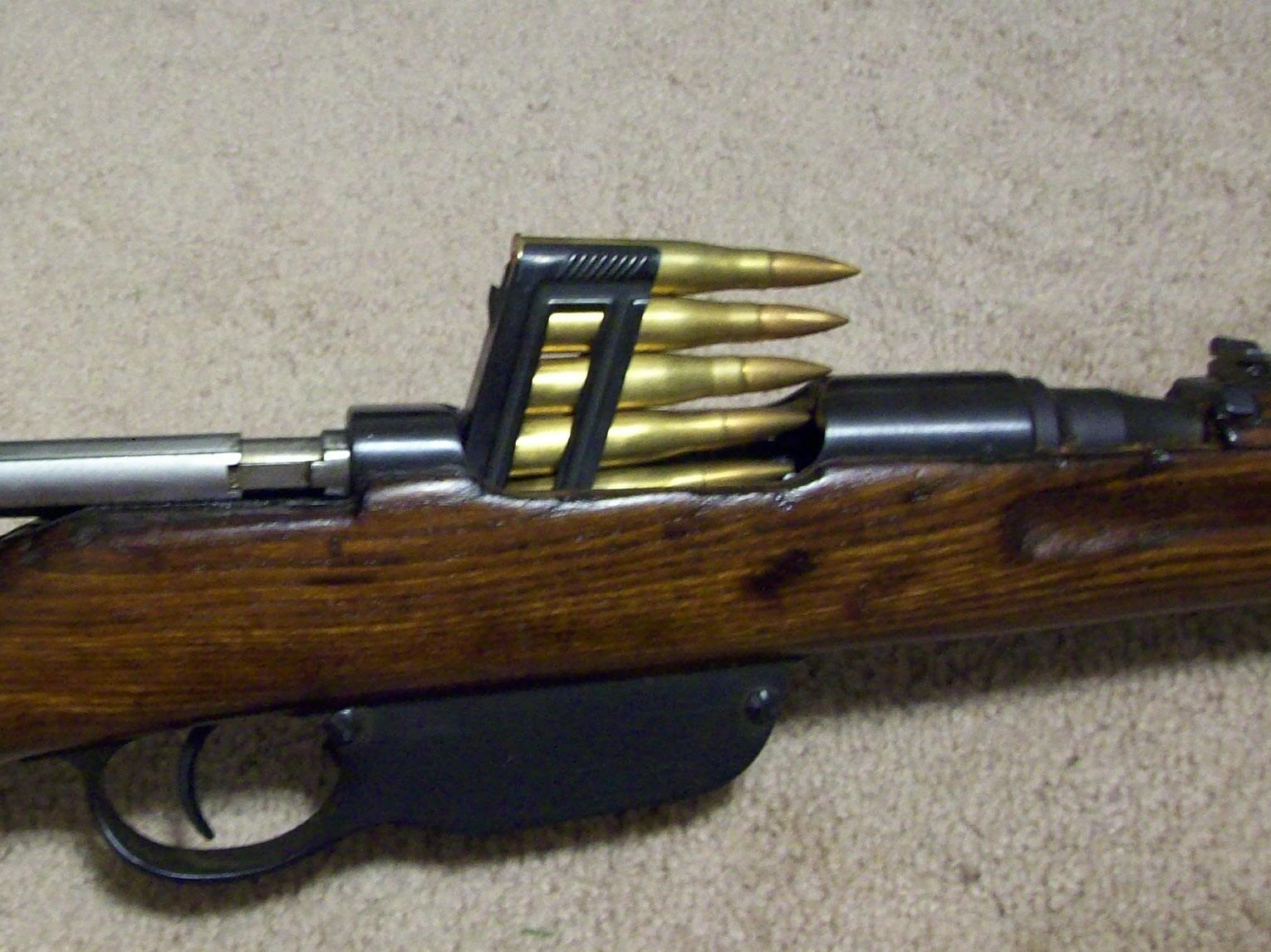
Mannlicher M1895 repetergevär med isatt laddram
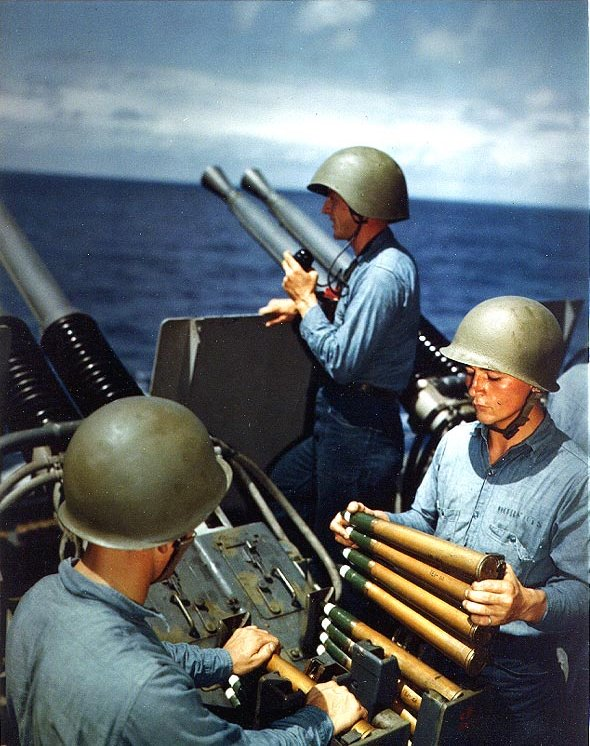
40 mm Bofors L/60 LvAkan som laddas med laddram
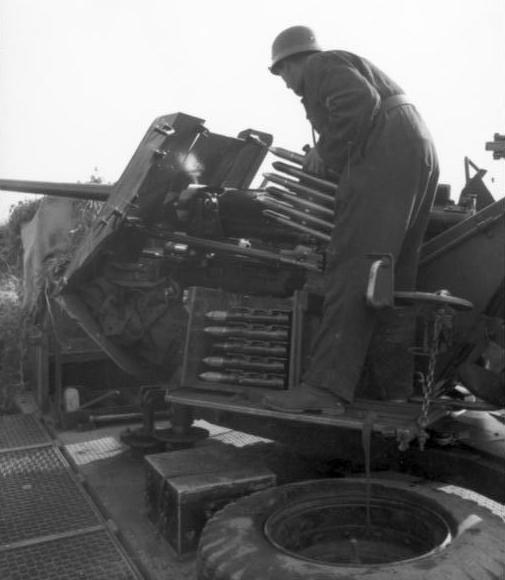
37 mm Flak 36 LvAkan som laddas med laddram

## Modern användning
I modern tid används laddramar inte längre för omladdning av handeldvapen i strid. Moderna handeldvapen använder löstagbara vapenmagasin som både håller mer ammunition och laddas snabbare än laddramar. 
Trots detta används laddramar för att ladda löstagbara magasin utanför strid i samma syfte som ursprungligen. Ammunition ämnad för löstagbara magasin brukar laddas i laddramar på fabrik för att göra det snabbare och enklare för soldater att ladda sina löstagbara magasin i fält. Då moderna löstagbara magasin brukar hålla tiotals patroner krävs det ofta mer än en laddram för att ladda om ett helt magasin, varav det brukar finnas snabbladdare, verktyg som tillåter snabb laddning av flera laddramar åt gången.
På den civila sidan finns det dock fortfarande diverse laddramar för direkt laddning i vapnet, bland annat till revolvrar.

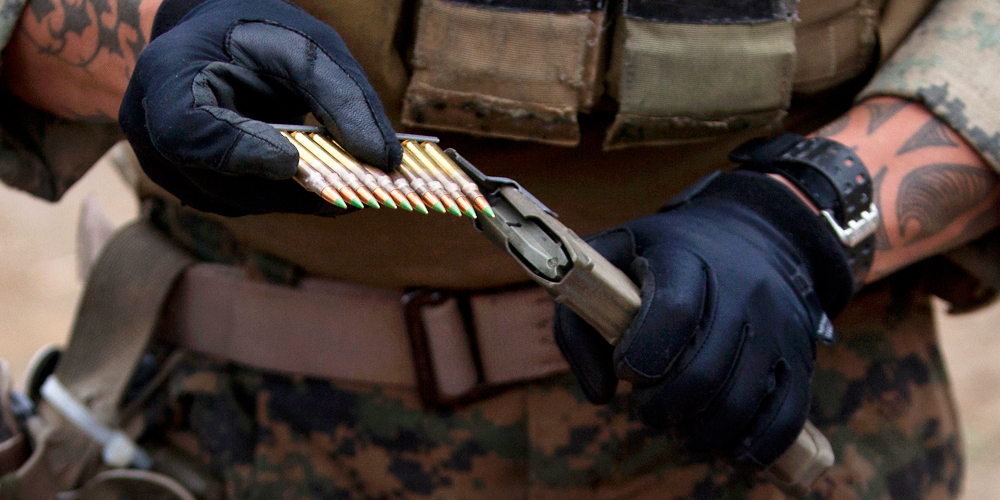
Laddning med laddram i ett löstagbart vapenmagasin
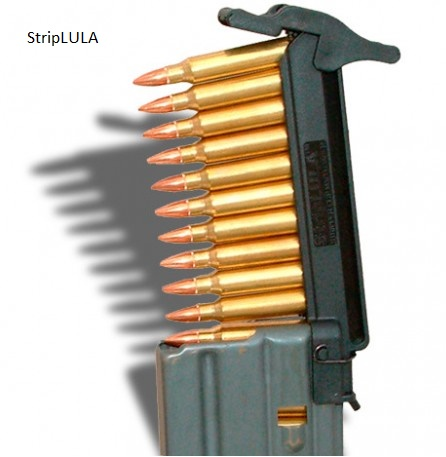
Modern snabbladdare för laddramar till stavmagasin
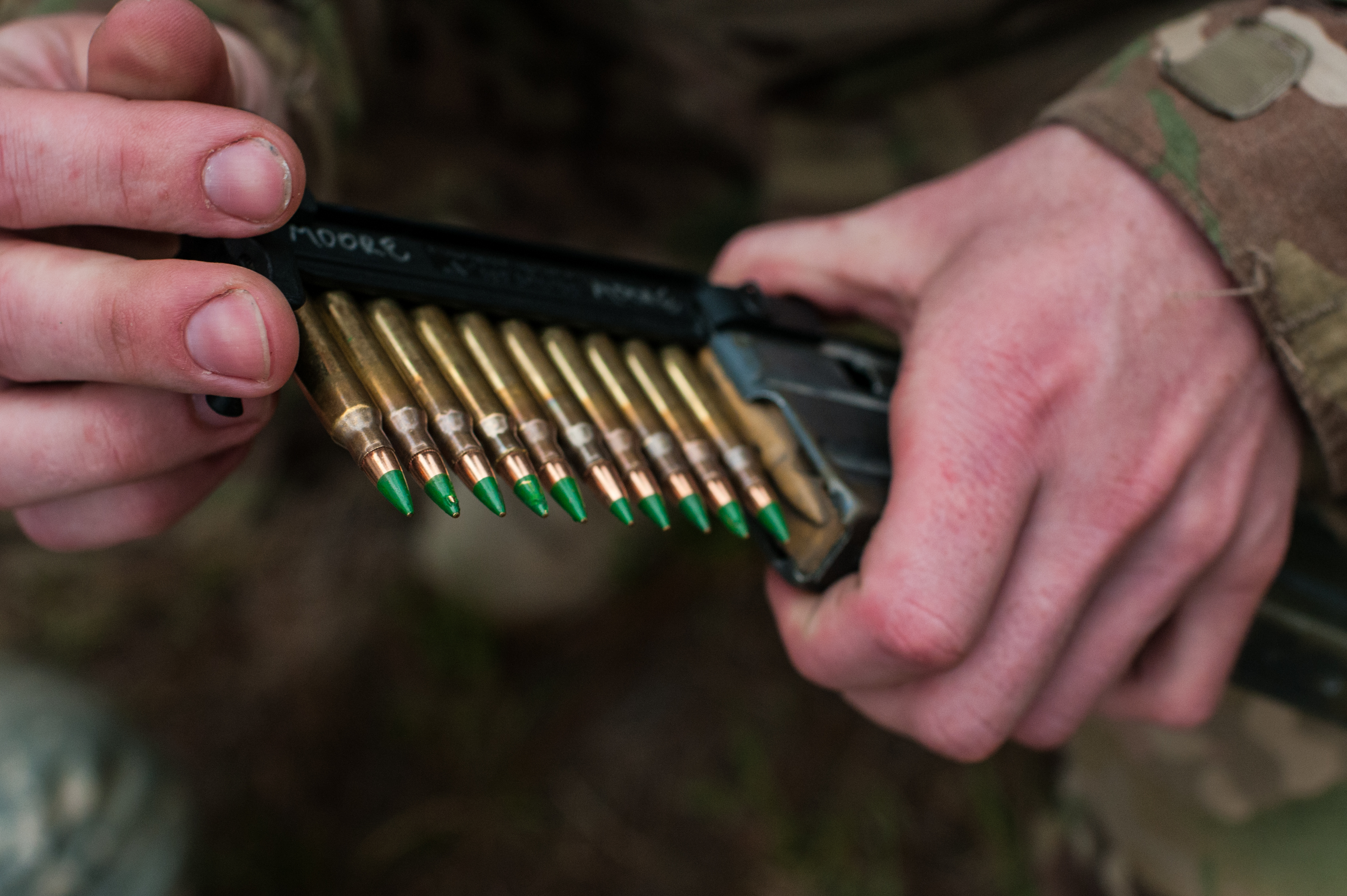
Användning av snabbladdare för laddram i ett stavmagasin.
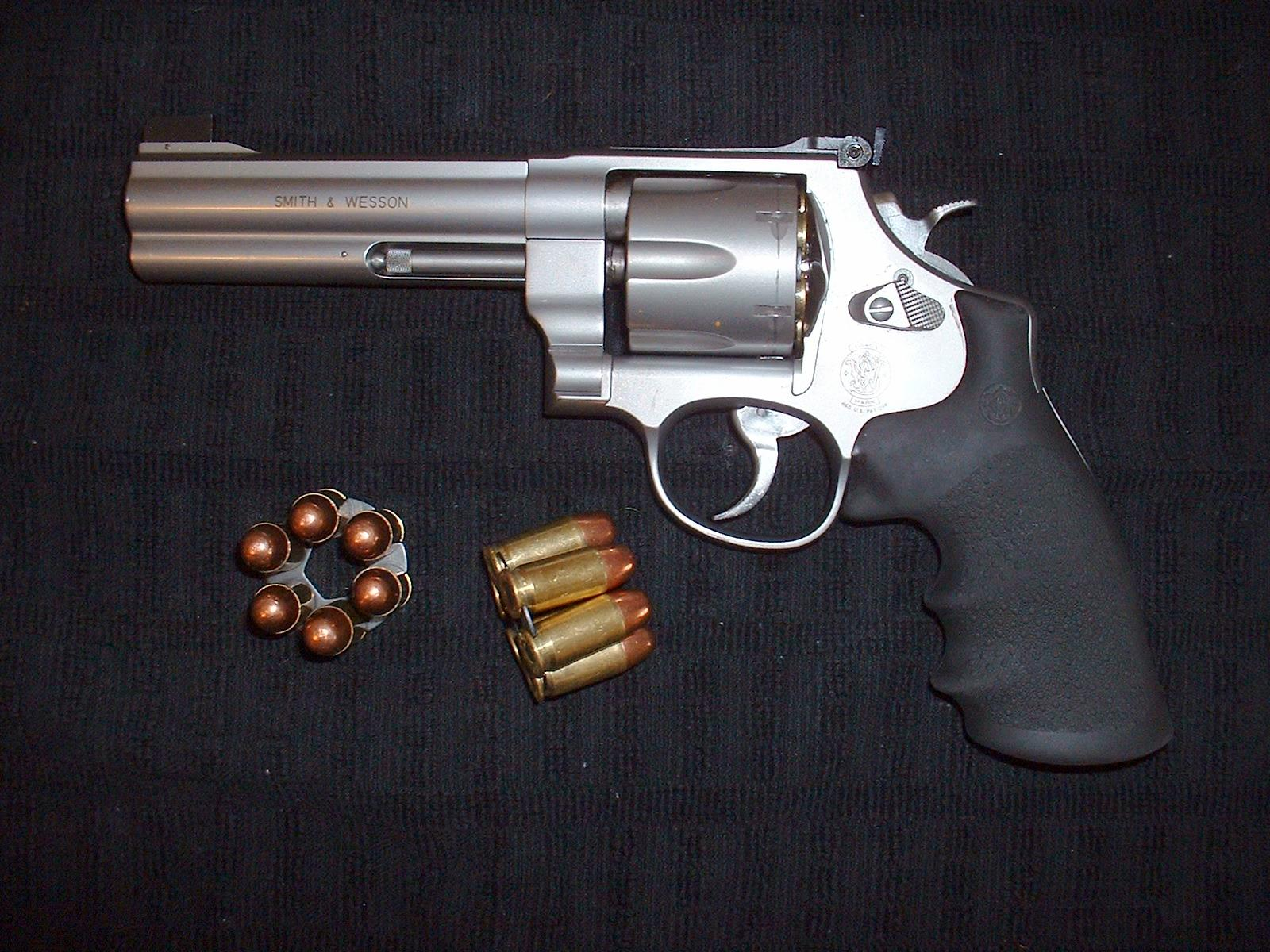
Modern laddram för revolver